# 晶体化学
晶体化学（Crystal Chemistry）是物理化学中的結晶學的一個分支科學。晶體化學研究晶體礦物的化學組成、內部結構、物理性質之間的關係，並且按化學成分，對於各種礦物作出分類。